# 菲尔斯河畔京根
菲尔斯河畔京根是德国巴登-符腾堡州的一个市镇。总面积10.01平方公里，总人口4283人，其中男性2109人，女性2174人（2011年12月31日），人口密度428人/平方公里。